# Eulasia genei
Eulasia genei là một loài bọ cánh cứng trong họ Glaphyridae. Loài này được Truqui miêu tả khoa học năm 1848.